# منطقة كودرما
كودرما رمزها «KO» (بالإنجليزية: Koderma)‏ ، هو تقسيم إداري لدولة الهند تتبع ولاية جهارخاند (بالإنجليزية: Jharkhand)‏ ، مركزها هو مدينة كودرما (بالإنجليزية: Koderma)‏ عدد سكانها حسب تعداد سنة 2001 هو 498,683 ، مساحتها 1,312 كم² وكثافة السكان 380 لكل كم² .